# Лагоново
Лаго́ново — деревня в Волосовском городском поселении Волосовского района Ленинградской области.

## История
На карте Ингерманландии А. И. Бергенгейма, составленной по материалам 1676 года, упоминается деревня Lakona.
На шведской «Генеральной карте провинции Ингерманландии» 1704 года — также деревня Lakona.
Деревня Лакона обозначена на «Географическом чертеже Ижорской земли» Адриана Шонбека 1705 года.
Деревня Лаганова, состоящая из 21 крестьянского двора, упоминается на карте Санкт-Петербургской губернии Ф. Ф. Шуберта 1834 года.

ЛАГАНОВО — деревня принадлежит подполковнице Логиновой, число жителей по ревизии: 33 м. п., 32 ж. п. (1838 год)

Согласно карте Ф. Ф. Шуберта 1844 года деревня называлась Лагонова и насчитывала 22 двора.
В пояснительном тексте к этнографической карте Санкт-Петербургской губернии П. И. Кёппена 1849 года она записана как деревня Laaganowa (Лаганова, Лагонево) и указано количество жителей протестантской конфессии на 1848 год: савакотов — 15 м. п., 8 ж. п., всего 23 человека.

ЛАГОНЕВО — деревня госпожи Дренакиной, по просёлочной дороге, число дворов — 22, число душ — 47 м. п. (1856 год)

Согласно «Топографической карте частей Санкт-Петербургской и Выборгской губерний» 1860 года, деревня называлась Лаганова и состояла из 22 крестьянских дворов.

ЛАГАНОВО (ЛАГОНОВО) — деревня владельческая при ключах, по левую сторону Самрянской дороги в 58 верстах от Петергофа, число дворов — 23, число жителей: 31 м. п., 33 ж. п.; (1862 год)

В 1867 году временнообязанные крестьяне деревни выкупили свои земельные наделы у Ф. П. Веймарн и стали собственниками земли.
- План деревни Лагоново. 1885 год

Согласно «Карте окрестностей Санкт-Петербурга» в 1885 году деревня Лагоново состояла из 21 крестьянского двора, при деревне была ветряная мельница.
В XIX веке деревня административно относилась к Губаницкой волости 1-го стана Петергофского уезда Санкт-Петербургской губернии, в начале XX века — 2-го стана.
С 1918 по 1922 год деревня Лагоново входила в состав Лагоновского сельсовета Губаницкой волости Петергофского уезда.
С 1922 года в составе Волосовского сельсовета.
Согласно переписи населения СССР 1926 года население деревни Лагоново Волосовского сельсовета Губаницкой волости Троцкого уезда составляло 136 человек, большинство финны, а также русские.
С февраля 1927 года в составе Венгиссаровской волости Гатчинского уезда. С августа 1927 года в составе Волосовского района.
- План деревни Лагоново. 1930 год

Согласно топографической карте 1930 года деревня насчитывала 16 дворов.
По данным 1933 года деревня Лагоново входила в состав Волосовского сельсовета Волосовского района.
C 1 сентября 1941 года по 31 января 1944 года деревня находилась в оккупации.
С 1963 года в составе Кингисеппского района.
С 1965 года вновь в составе Волосовского района.
В 1965 году население деревни Лагоново составляло 172 человека.
По данным 1966 года деревня Лагоново также находилась в составе Волосовского сельсовета.
По административным данным 1973 и 1990 годов, деревня Лагоново входила в состав Губаницкого сельсовета.
В 1997 году в деревне Лагоново проживали 116 человек, деревня входила в Губаницкую волость, в 2002 году — 93 человека (русские — 82 %).
В 2007 году в деревне Лагоново проживали 100 человек, деревня входила в состав Волосовского городского поселения.

## География
Деревня расположена в центральной части района на автодороге 41К-013 (Жабино — Вересть).
Расстояние до административного центра поселения, города Волосово — 1 км.
Расстояние до ближайшей железнодорожной станции Волосово — 2 км.

## Демография
| 1838 | 1862 | 1965 | 1997 | 2002 | 2007 | 2010 |
| ---- | ---- | ---- | ---- | ---- | ---- | ---- |
| 65   | ↘64  | ↗172 | ↘116 | ↘93  | ↗100 | ↗103 |
| 2014 | 2015 | 2016 | 2017 | 2018 | 2019 | 2020 |
| ↘89  | ↗94  | ↗95  | ↗102 | ↘84  | ↘76  | ↘69  |
| 2021 | 2023 | 2024 | 2025 |      |      |      |
| ↗112 | ↗120 | ↘119 | ↗122 |      |      |      |

### Национальный состав
Согласно данным Всероссийской переписи населения 2021 года в деревне проживали 112 человек, из них:
 русские — 101, корейцы — 2, таджики — 1, узбеки — 1, украинцы — 1, чеченцы — 1, другие национальности — 5 человек, один человек национальность не указал.

## Улицы
Губаницкая 1-я, Губаницкая 2-я, Губаницкая 3-я.